# 徳山競艇場
徳山競艇場（とくやまきょうていじょう）は、山口県周南市にある競艇場である。
市条例における正式名称は周南市徳山モーターボート競走場、通称は「BOAT RACE徳山」（ボートレースとくやま）。

## 概要

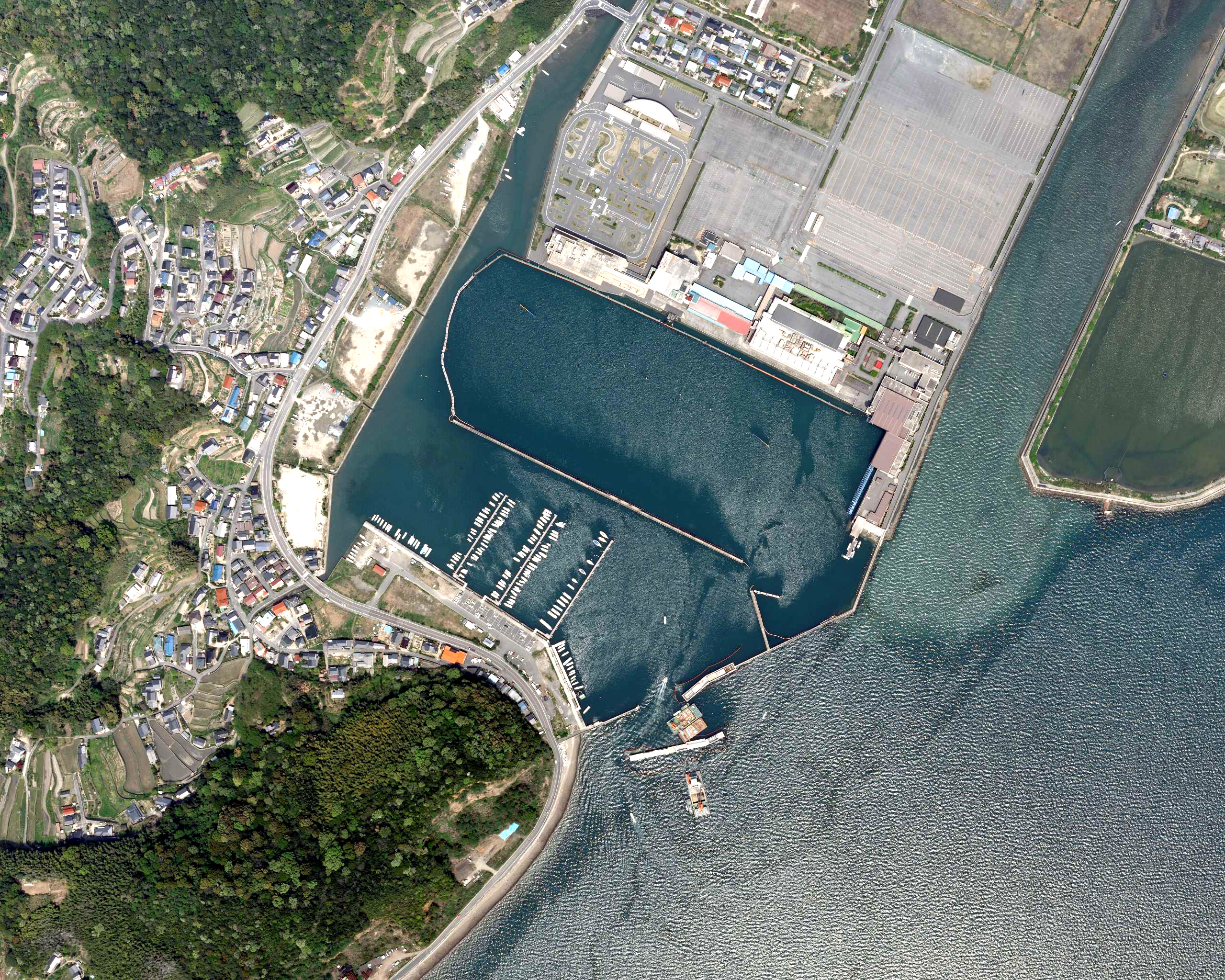
徳山競艇場周辺の空中写真。2008年4月21日撮影。。

周南市の南部・粭島への入口にある競艇場。瀬戸内海に面し、笠戸湾の奥深くに位置している。競走水面は海で、水質は海水で干満の差が激しく、開催日が大潮と重なった場合はスタンドに海水が浸入することもある。太華山の麓に位置し、風の影響を受けやすい。大村競艇場、芦屋競艇場、同県の下関競艇場と並んでインコースの勝率が非常に高い事で知られており、2023年には1コースの勝率が全国一を記録している一方、高配当での決着も少なからず見られる（後述）。
施行者は周南市で、周南市徳山モーターボート競走事業として地方公営企業法の財務規定等が適用されている。旧・徳山市が戦後復興の財源確保のために誘致したものであるが、光市でも誘致の動きがあった（市民の反対により消滅）経緯もあり、1966年から2004年までの間、光市が第二施行者として加わっていたことがある。
設備としては、対岸の大型映像装置がない。これは江戸川競艇場と本場の2場のみ。また、イベントなどのメインで使われるのは東スタンドである。
現在のマスコットはスナメリ（近海に生息し、競走水面に入り込むことも稀にある）の「すなっち」で、それにちなんで「すなっちカップ」が行われている。過去には、フグ（近くの粭島はフグ延縄漁の発祥の地）をモチーフとしたものを用いていた。
2011年12月10日、外向発売所を「すなっちゃ徳山」としリニューアル。年間最大360日・最大4場の発売を行う。
1967年に建てられた中央スタンドは2015年10月以降建て替えられ、2017年10月に改めてオープンした。中央スタンドの建て替えに伴い、1980年に建てられた東スタンドは2017年8月の開催で休館となった。1999年には西スタンドが建てられた。
2018年度は売上高が602億6300万円、純利益は30億2700万円に達して過去最高を記録した。

## 主な競走
周年記念競走（GI）として「徳山クラウン争奪戦」が、企業杯(GIII)として「大塚SOYJOYカップ」が行なわれている。女子リーグ戦の名称は九州スポーツ杯、新鋭リーグ戦の名称はスポーツニッポン杯。
1988年に現在のグレード制に移行して以降、SGは本場では開催されたことがなかったが、2018年にSGレースとしては初めて、SG格のレースとしては第2回全日本選手権競走以来64年ぶりとなる「第28回グランドチャンピオン決定戦競走」が開催され、地元出身の白井英治が優勝した。2023年には「第33回グランドチャンピオン決定戦競走」が、2025年には「第30回オーシャンカップ競走」が開催された。
一方で、現在のプレミアムGI (PG1)に該当するヤングダービー競走（前身の共同通信社杯新鋭王座決定戦競走時代、1991年・2004年・2012年）、レディースチャンピオン（女子王座決定戦競走、2002年・2007年）、マスターズチャンピオン（名人戦競走、2010年）、クイーンズクライマックス（賞金女王決定戦競走、2019年）はいずれも開催実績がある。
このほか一般戦として、正月に「yab山口朝日放送杯争奪戦競走」、ゴールデンウィークに「トライアングルカップ」、お盆に「黒神杯争奪戦競走」が行なわれている。
2011年より、第1レースの発走時刻を早めたモーニングレースを開催している。当初は2011年2月9日より3月9日までの4節限定だったが、好評だったことから継続して実施されるようになり、さらに後年はG1・SG戦以外のレースは全てモーニング開催となっている。

## SG開催実績
| 年   | 競走名                               | 優勝者   | 登番 | 出身 |
| ---- | ------------------------------------ | -------- | ---- | ---- |
| 1954 | 第2回全日本選手権競走                | 松尾勝   | 247  | 福岡 |
| 2018 | 第28回グランドチャンピオン決定戦競走 | 白井英治 | 3897 | 山口 |
| 2023 | 第33回グランドチャンピオン決定戦競走 | 磯部誠   | 4586 | 愛知 |
| 2025 | 第30回オーシャンカップ競走           | 西山貴浩 | 4371 | 福岡 |

## 場外発売場
- ボートピア呉 - 広島県呉市（呉駅前）「呉マリンビル」内の場外舟券売場。元は徳山競艇場専用だったが、年間60日程度宮島競艇場の舟券も発売した。しかし新賭式に対応するシステム整備の問題で一旦宮島競艇場の競走の発売は2001年10月-2004年3月に中断し、その後マリンビル1号館2階と2号館2階及び2号館4階に「ボートピア呉徳山」・1号館1階と2号館5階に「ボートピア呉宮島」として運営されていたが、2015年4月1日から「ボートピア呉宮島」と「ボートピア呉徳山」が統合されて、「ボートピア呉」になった[10]。
- ボートレースチケットショップ オラレ徳山 - 周南市銀座2丁目（徳山駅前、徳山銀座商店街内）。2008年10月4日にオープンした。開場時間は徳山競艇場開催日の9:30 - 17:30で、ナイター競走は発売されない。舟券売場のスペースには自動発払機3台とモニターが設置されている。但し、設置されるモニターではレース結果と商店街・自治体のお知らせ等が表示され、実況中継は行われない。発売締切時間は、徳山競艇本場と同時刻でありボートピアの様に本場締切の3分前ではない。また、コミュニティースペースにはオストメイト対応の多目的トイレが設置されており、商店街での買い物途中の人でも気軽に利用できる。
- ボートレースチケットショップ オラレ田布施[11] - 熊毛郡田布施町米出工業団地。2016年12月6日にオープン。営業時間は7:30 - ナイター終了後頃まで。104台分の無料駐車場を完備。40型の大型モニターでレースを観戦できる。有料席も10席設けられている。

## その他
- 実況はおもに二宮淳一が担当している。但し二宮アナが戸田競艇場や伊勢崎オートレース場で実況を担当時には、代役でRKBミューズの吉野尚美アナが担当することもある。かつては北嶋興、吉原完が担当していた。
- 2007 - 2011年度に本場で開催されているGII以上の競走[† 1]において、公式WebサイトやCM、発走前のムービーにアニメ・漫画調のビジュアル・主題歌を採用し、ネットユーザーの間で話題となった[12][13]。担当者曰く「"いかにも競艇"なデザインにしないことで、ほかの競艇場と差別化し、多くの人から興味を持ってもらうため」とのこと。イラストは後年、バーチャルYouTuber『湊あくあ』のキャラクターデザインを手掛けたがおうが担当した[14]。なお2012年度はGIが周年及び新鋭王座決定戦競走の2度開催となったがそのようなキャンペーンは行われず（案はあったのだが採用にならなかった、と前述の担当者のツイッター上でコメントされている）、以降は2025年5月に至るまで同種のキャンペーンは行われていない。
- 2010年12月より、大時計が正常に動作しない（本来の計時より最大0.8秒遅れる）という故障が頻発し[15]、レースの中止・打ち切りが相次いだ[† 2]。当初異常な電圧低下が原因と見ていたが、故障が改善されないため、詳細な原因究明のため、所管官庁である国土交通省に報告の上で、1月8日からの一般競走「山口新聞社杯西京王座決定戦競走」を全日程中止し[16]、1月18日からの周年記念は正常開催。また、中止した日程を3月に新たに組み入れた。
- 2025年7月19日現在、全国の競艇における歴代高配当ベスト10のうち、第2位（2011年5月22日、3連単682,760円）と第5位（2019年1月16日、3連単595,550円）はいずれも本場で開催された一般戦（どちらも第2レース）によるものである[17][18]。なお、2011年の記録は10年以上に亘って高配当第1位であったが、2022年11月1日に行われた児島第7レース（G3オールレディース第34回瀬戸の女王決定戦、3連単761,840円）に記録を更新された[19]。
- 2022年7月 - 2023年3月にかけて、マクールとタイアップしたYouTube番組「マクールLIVE!! 徳山」を配信していた[20]。2023年4月からは新たに「Let'ｓ BOATRACE We Are すなっち～ず!」の配信を開始し、MCは高尾晶子/益田あゆみ/日乃陽菜美/木崎ゆう/飯田佳江/三遊亭らっ好が日替わりで務める[21]
- 2025年4月18日実施の「KRY山口放送杯争奪戦」4日目6レースにおいて、妨害失格艇を誤認し、3位で航走中の選手を誤って妨害失格とする誤審トラブルが発生した。レースが確定したため払い戻しの訂正はできないものの、主催の周南市は対象の舟券への投票者に本来の払い戻し額相当を補償することを検討すると表明した[22]。

## アクセス
- 山陽自動車道徳山東ICから車で15分[23]
- JR山陽本線 櫛ケ浜駅から車で約5分[23]
- JR山陽本線・山陽新幹線 徳山駅から車で15分[23]
- JR山陽本線 下松駅から車で約10分[23]
  - 櫛ケ浜駅・徳山駅（みなと口）からは開催時の8時から12時まで無料タクシー（往路のみ）が運行される[23]。
  - 開催時12レース終了後を目処に「櫛ケ浜駅経由徳山駅行き」の無料送迎バス（復路のみ）が運行される[23]。
  - 最寄りバス停は防長交通「ボートレース場入口」バス停だが、約1.1km離れており、アクセスとして推奨されていない。